# Paillamachu
Paillamachu (reseñado como Pailamacho en el Purén Indómito) toqui o líder general de los Mapuches desde 1592 a 1603 en lo que ahora es Chile.

## Biografía
Fue el gran organizador de la rebelión de 1598 que culminó con la gran victoria en la Batalla de Curalaba y la expulsión de los españoles de todo el territorio mapuche al sur del Río Biobío. Tuvo el acierto de crear equipo con Pelantaro, Anganamón y Guaiquimilla.
Electo toqui en 1592, en un momento de debilidad de los mapuches en la guerra de Arauco, debido a la caída en batalla, dicho año, de los toquis Quintuguenu y luego de Paillaeco. Debió enfrentar al recién designado gobernador Martín García Óñez de Loyola, aunque se postergó el encuentro decisivo hasta 1598, por la falta de refuerzos y por ataques piratas. Tras la victoria en Curalaba se inicia una gran rebelión que culmina con la destrucción de Villarrica, Angol, Nueva Imperial y Purén.
Actuaron como vicetoquis o lugartenientes suyos Pelantaro y Millacolquin.